# Акиндин Печерский
Акиндин Печерский (ум. после 1231 года) — архимандрит Киево-Печерского монастыря в 20-30-х годах XIII века. Святой Русской православной церкви, почитается в лике преподобных, память совершается (по юлианскому календарю): 28 августа (Собор Киево-Печерских преподобных отцов, в Дальних пещерах почивающих) и во вторую неделю (воскресение) Великого поста (Собор всех Киево-Печерских преподобных отцов).
Акиндин дважды упоминается в Киево-Печерском патерике:
- в послании Симеона, епископа Владимирского и Суздальского, к Поликарпу, черноризцу Печерскому Акиндин назван им архимандритом и братом[1];
- ему адресовано послание инока Поликарпа «О святых и блаженных черноризцах Печерских» в котором Акиндин назван «пречестный архимандрит всея Руси»[2]. Это послание послужило основанием для составления Киево-Печерского патерика[3].

Последнее упоминание об Акиндине связано с его участием в 1231 году в хиротонии ростовского епископа Кирилла II. Точная дата его смерти неизвестна, послание к нему инока Поликарпа относят к 1233—1234 годам. Начало местного почитания преподобного Акиндина неизвестно, его имя отсутствует в службе Киево-Печерским преподобным. В числе киевских святых его упоминает «Описание о российских святых» (известно по спискам конца XVII—XVIII веков). В 1650-е годы память «преподобного отца Акиндина, архимарита Печерскаго монастыря» была внесена в месяцеслов Троице-Сергиевой лавры её келарем Симоном (Азарьиным).